# Here Today (폴 매카트니의 노래)
〈Here Today〉는 폴 매카트니가 1982년 발매한 음반 《Tug of War》의 수록곡이다. 매카트니는 당시 2년 전에 살해된 존 레논과의 관계와, 그에 대한 사랑을 주제로 작사했다. 곡은 둘이 같이 있는 것처럼, 가상으로 대화하듯이 시작한다. 곡은 비틀즈의 프로듀서 조지 마틴이 프로듀싱했다. 비록 싱글로 발매하지는 않았지만, 빌보드 메인스트림 록 차트에 46위까지 올라갔다.

## 라이브 공연
매카트니 종종 곡을 라이브로 공연하기도 한다. 라이브로 공연된 곡은 《Back in the World》, 《Back in the U.S.》, 그리고 《Good Evening New York City》에 수록되어 있다.

## 참여 인원
- 폴 매카트니 – 리드 보컬, 기타
- 잭 로드스타인 – 바이올린
- 버나드 패트리지 – 바이올린
- 이안 주얼 – 비올라
- 키스 하비 – 첼로